# 阿梅特
阿梅特（法語：Amettes，法語發音：[amɛt]）是法国上法蘭西大區加来海峡省的一个市镇，属于贝蒂讷区。

## 地理
阿梅特（50°31'51"N, 2°23'33"E）面积6.82 平方千米，位于法国上法蘭西大區加来海峡省，该省份为法国北部沿海省份，西北濒北海，南至索姆省，东临北部省。
与阿梅特接壤的市镇（或旧市镇、城区）包括：阿姆、内东、欧希欧布瓦、欧梅尔瓦勒、巴约勒莱佩尔讷、费尔费。
阿梅特的时区为UTC+01:00、UTC+02:00（夏令时）。

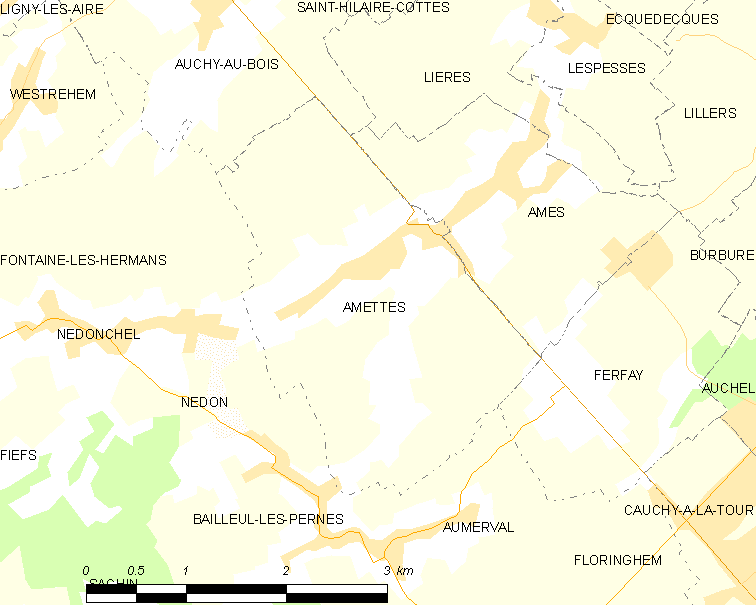
阿梅特的OSM定位图

## 行政
阿梅特的邮政编码为62260，INSEE市镇编码为62029。

## 政治
阿梅特所属的省级选区为利莱尔县。

## 人口

1962-2008年间阿梅特人口变化图示

阿梅特于2022年1月1日时的人口数量为466人。